# Julia Teresa Wandalin-Mniszech
Julia Maria Teresa Krasicka z domu hrabianka Wandalin-Mniszech herbu Mniszech (ur. 26 stycznia 1777 w Laszkach Murowanych, zm. 8 lipca 1845 w Sankt Veit) – hrabina, dziedziczka zamku w Lesku i w Sobniu.

## Życiorys
Urodziła się 26 stycznia 1777 w Laszkach Murowanych. Matką jej była ks. Marianna Ossolińska z Balic h. Topór (1731-1802), a ojcem Józef Jan Wandalin Mniszech z Wielkich Kończyc h. Kończyce (1742-1797).
Ślub wzięła 15 października 1799 we Lwowie z hrabią Franciszkiem Ksawerym Krasickim z Siecienia herbu Rogala (1774-1844), oficerem i powstańcem.
Została panią na Lisku z przyległościami, Laszkach Murowanych, Serednem, Kalnicy.
3 maja 1829 została damą Orderu Krzyża Gwiaździstego.
Synami jej byli:
- por. Edmund Konrad Ignacy Krasicki z Siecina h. Rogala (ur. 26 XI 1808 w m. Bachórzec – zm. 24 XII 1894 w Lesku) – członek Stanów Galicyjskich,papieskiego order świętego Grzegorza, właściciel Leska, ożeniony z Anielą Marią Brzostowską z Brzostowa h. Strzemię (1816-1903 w Lesku)
- Ksawery Krasicki z Siecina h. Rogala.

Zmarła 8 lipca 1845 w Sankt Veit.
Dziadkiem jej był Jan Karol Wandalin Mniszech z Wielkich Kończyc h. Kończyce 1716–1759, generał lejtnant wojska koronnego, podkomorzy wielki litewski (1742), podkomorzy litewski, starosta halicki, łowczy koronny (1736).